# Glastonbury Romance
Glastonbury Romance gilt als das Hauptwerk des walisischen Dichters, Schriftstellers und Verfassers philosophischer Schriften John Cowper Powys. Das epische Monumentalwerk erschien erstmals 1932 und entwirft auf mehr als 1200 Seiten ein Panorama des Lebens in den 1920er Jahren in der englischen Provinzstadt Glastonbury, die von je her mit dem sagenhaften Avalon in Verbindung gebracht wird. Dabei greift Powys in seiner Romanze in vielfältiger Weise die Mythen um König Artus und den Heiligen Gral, walisische und griechische Mythen auf.

## Inhalt

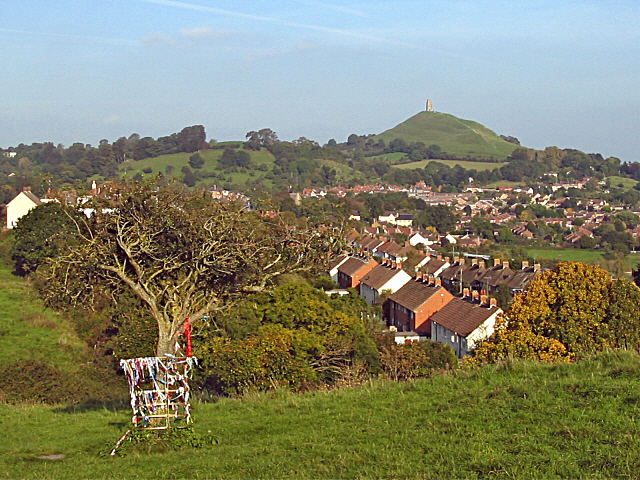
Glastonbury mit dem Glastonbury Tor

Sowohl von seinem Umfang und Inhalt, als auch der Vielzahl der handelnden Personen und seiner inneren Spannweite sprengt Glastonbury Romance alle Grenzen. Die Herausgeberin seiner Tagebücher zählt 46 handelnde Charaktere. Darunter sind Figuren wie Sam Dekker, der Sohn des Pfarrers Mat Dekker. Sam ist ein moderner Parzival, der ein Heiliger werden will und dem eine Vision des Fischerkönigs erscheint, als er seine (verheiratete) Geliebte Nell Zoyland – für die sich auch sein Vater interessiert – aufgibt. Für Sam ließ sich Powys von den mittelalterlichen Versromanen des Chrétien de Troyes inspirieren. John Geard (Bloody Johnny) ist ein obskurer Wanderprediger, der Glastonbury zum Zentrum einer neuen religiösen Bewegung machen möchte. Philipp Crow ist ein reicher Unternehmer und Gegenspieler Geards, der vor allem an der Ausbeutung unterirdischer Zinnvorkommen interessiert ist. Owen Evans ist der Antiquar des Ortes. Er leidet unter seiner sadistischen Veranlagung und wünscht sich, einmal der Ermordung eines Menschen beizuwohnen. Powys versuchte, in dieser Figur auch Teile seiner eigenen Veranlagung zu verarbeiten. „Dies ist das bei weitem schwerste aller Kapitel für mich & dies aus einem tiefen & heiklen Grund, denn ich muß seine sadistischen Gefühle überzeugend schildern, und doch bin ich entschlossen dazu, kein Gefühl zu beschreiben, das mein eigenes Laster aufstacheln könnte.“
Der Roman beginnt mit der Rückkehr des Lebenskünstlers John Crow anlässlich der Beerdigung seines Großvaters William Crow in seine Heimat Norfolk. Überraschend hat der alte Kanonikus sein Vermögen dem Prediger John Geard aus Glastonbury hinterlassen und der Leser erfährt im ersten Kapitel die Gedanken des Verstorbenen unter der Erde.
John Crow tritt in die Dienste Geards ein, kommt nach Glastonbury und verliebt sich dort in seine Cousine Mary. Geard hat mit dem geerbten Geld große Pläne: er strebt das Bürgermeisteramt an und will dem beschaulichen historisch-mystischen Ort mit einem Passionsspiel zu neuem Glanz verhelfen. Im Passionsspiel stellt Owen Evans im Versuch, seine gefährlichen Neigungen zu sublimieren, den ans Kreuz geschlagenen Christus dar. Den Wettstreit um das Bürgermeisteramt versucht eine kommunistische Gruppe zu beeinflussen und für ihre Zwecke zu nutzen.
Die Sagen um König Artus und den Heiligen Gral sind nicht nur in das Passionsspiel, das den erzählerischen Mittelpunkt des Romans darstellt, integriert, sie spielen auch allgemein eine wichtige Rolle in der vom Glastonbury Tor überragten Stadt und für das Bewusstsein ihrer Bürger.
Das Handeln der Menschen in Glastonbury ist nicht nur stark durch ihre unterschiedlichen sexuellen Leidenschaften, sondern auch durch vielfältige Naturkräfte beeinflusst. Powys entwickelt eine Naturmystik, bei der Wettererscheinungen eine große Rolle spielen. Die Sonne ist ein persönlicher Widersacher, die Erde ein eifersüchtiges Wesen und der Mond saugt Träume an.

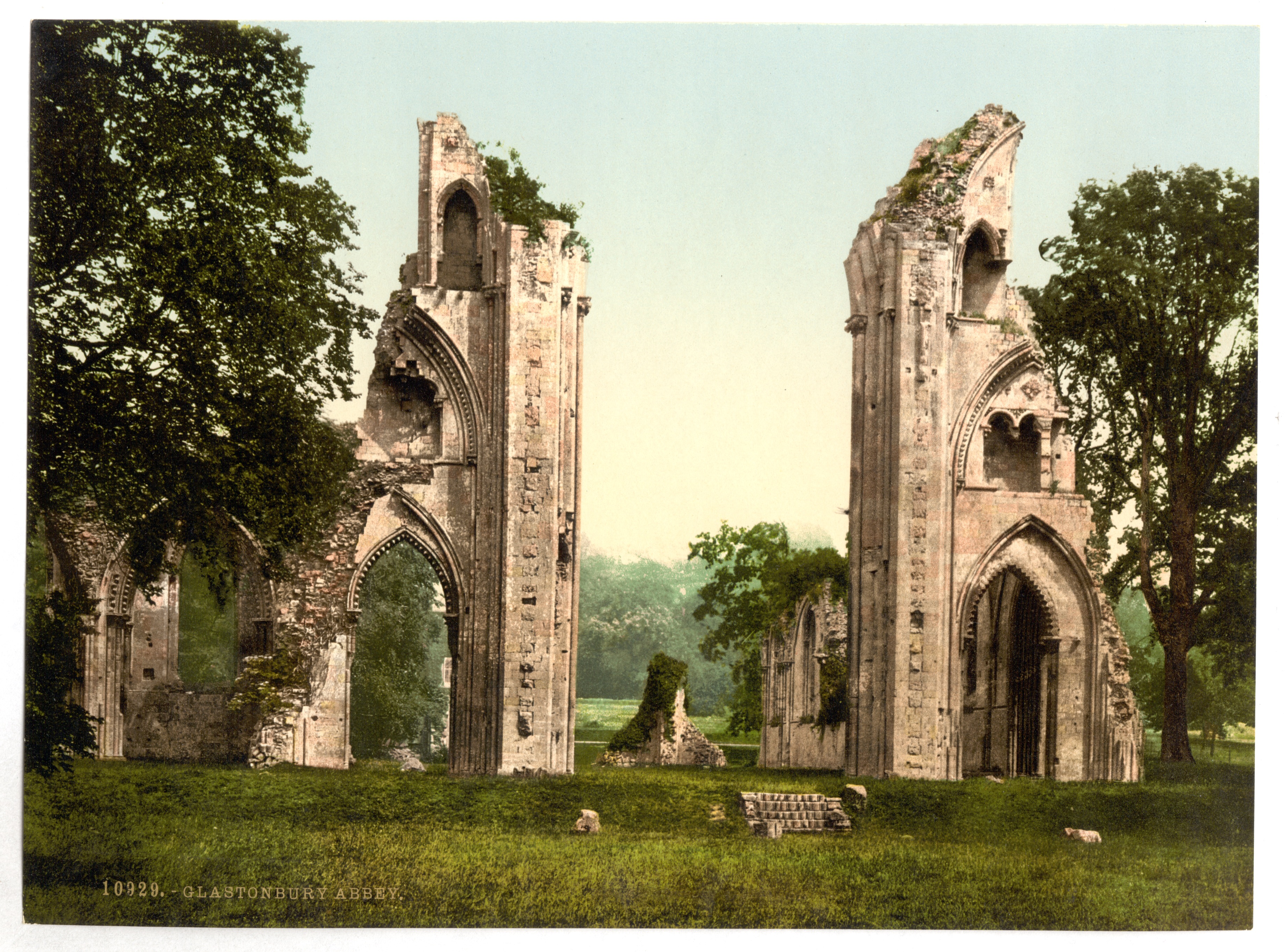
Glastonbury Abbey um 1900

Das Leben stellt sich für Powys als ein Mysterium dar. Der Wille und die Pläne der Menschen sind nur ein Faktor neben den sexuellen Leidenschaften, Naturkräften und alten Mythen. Auf- und Abstiege in die Ober- und Unterwelt sind permanentes Thema des Romans. Owen Evans steht mit einem Fuß in der Hölle so wie Sam Dekker im Paradies. Keine der handelnden Figuren lässt sich eindeutig einordnen, ist nur gut oder nur schlecht. Powys geht es um eine weitgehend wertungsfreie Darstellung der Vielseitigkeit des Lebens. Letztendlich ist „[…] diese Erzählung […] so vielfältig an Handlungen und Entfaltungen, daß das Ergebnis wie das Leben selbst in verschiedenen Gestalten für verschiedene Leser erscheinen wird.“ Eigentlicher Held von Glastonbury Romance ist die Stadt Glastonbury.
Während Powys in seiner 1933 begonnenen Autobiografie in selbstkarikierender Strategie auf die Darstellung aller Frauen verzichten sollte, nehmen die einfühlsam dargestellten Frauengestalten – ob sinnliches Mädchen, alte Jungfer, ehrbare Frau oder Bordellmutter – in Glastonbury Romance breiten Raum ein und es ist deutlich, wie er sich in sie hineindenken kann.
Der Roman endet mit einer großen Flutwelle, die über Glastonbury hereinbricht. Geard ertrinkt in der Flut, doch Sam gelangt zu einem neuen glücklichen Leben.

## Entstehungsgeschichte
Powys lebte 1929 noch in den USA. Bis dahin hatte er sich seinen Lebensunterhalt überwiegend mit Vortragsreisen verdient, auf denen er seine literarischen Idole Dostojewski, Whitman, Homer, Goethe und Shakespeare erfolgreich einem Massenpublikum nahebrachte. Der Roman Wolf Solent und sein philosophisches Essay Kultur als Lebenskunst waren gerade erschienen und verkauften sich gut. Die Verteidigung der Sinnlichkeit sollte er 1930 beenden. Er befand sich in der produktivsten Phase seines Schaffens und am Anfang seines Erfolges als Schriftsteller.
Auf seiner regelmäßigen sommerlichen Europareise besuchte er als Vorbereitung für den Roman, den er bisher nur vage im Kopf hatte, Somerset. In Stonehenge betete er: „O Stonehenge, hilf mir dabei, ein Buch über Glastonbury zu schreiben, wie es noch über keinen anderen Ort geschrieben worden ist.“ Mit seinem Bruder Littleton unternahm er zudem eine Reise an Orte in Norfolk, die ihn an seine Kindheit erinnerten. Die Impressionen dieser Reise dienten ihm als Ausgangsmaterial für den Beginn von Glastonbury Romance.
Powys vertiefte sich in die zahlreichen Bearbeitungen der Artussage, um den Mythos zu verinnerlichen. Thomas Malorys Le Morte Darthur las er mehrmals. Ebenso das damalige Standardwerk zu diesem Sagenkreis von Sir John Rhys Studies in the Arthurian Legend von 1891.
Die Idee des Passionsspiels übernahm Powys. Bereits 1906 wurde in Glastonbury ein Freilichtspiel mit einer Geschichte des Ortes von den phönizischen Zinnhändlern bis zum Mittelalter aufgeführt. Und der Komponist Rutland Boughton führte von 1914 bis 1925 eine Art „Bayreuther Festspiele“ durch.
Im Alter von 57 Jahren am 20. April 1930, dem Ostersonntag, begann Powys nach seinem Umzug von New York in sein neuerworbenes Haus Phudd Bottom im abgeschiedenen ländlichen Hillsdale in Columbia County mit den Arbeiten am Roman. Unterstützung fand er bei der Arbeit durch seine 22 Jahre jüngere Lebensgefährtin Phyllis Playter. Am 9. Oktober 1931 vollendete Powys die Niederschrift des noch ungekürzten Mammutwerkes. Doch wie immer musste er schweren Herzens umfangreiche Kürzungen an dem über 2000 Seiten umfassenden Manuskript vornehmen, ehe es zur Veröffentlichung gelangte. Am 28. Juni 1931 notierte er bezugnehmend auf einen Brief seiner Verleger von Simon & Schuster in seinem Tagebuch: „Ich schreibe um der Freude willen & kürze der Dukaten wegen.“
Der Roman erschien am 6. März 1932 in den USA bei Simon & Schuster und am 30. Juni 1933 im Vereinigten Königreich bei The Bodley Head, London. Eine Veröffentlichung auf Deutsch erfolgte erstmals 1995 im Carl Hanser Verlag.

## Rezeption
Die Verkaufszahlen blieben nach Erscheinen des Romans in den – sich gerade wieder von der Weltwirtschaftskrise erholenden – USA hinter den Erwartungen von Verlag und Autor zurück. „Nur 4000 Exemplare verkauft. […] Das ist ein Ernster Schlag, mit dem ich zurechtkommen muß, wo ich insgeheim auf ich weiß nicht was für einen unglaublichen Ruhm gehofft hatte, einschließlich des Nobel-Preises & des Ritterschlages durch meinen König & den Beifall Europas & der Übersetzung des Buches in sämtliche Sprachen – & am allermeisten, daß es am Eingang zu den Ruinen in Glastonbury verkauft werde! Nun, ich muß mich damit abfinden, daß es ein Fehlschlag ist.“

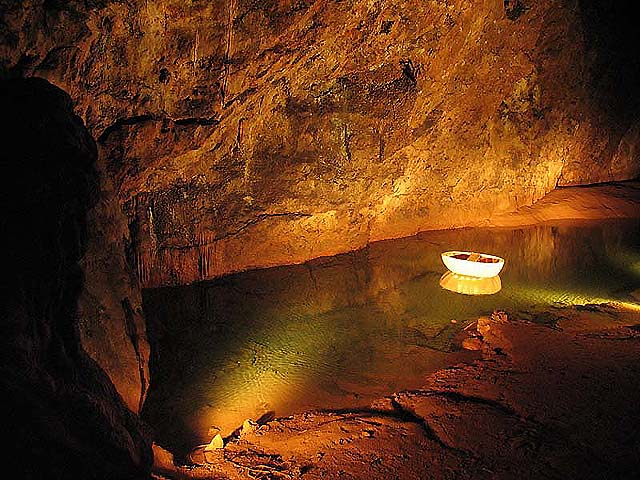
Eine in der Höhle von Wookey Hole spielende Episode wurde nach der Erstveröffentlichung gerichtlich verboten.

Nicht nur dies: da sich der damalige Eigentümer der Höhle von Wookey Hole porträtiert fühlte und gerichtlich gegen die Veröffentlichung vorging, musste in späteren Auflagen eine sexuell zu deutliche Passage gestrichen werden. Der Bürgermeister von Glastonbury war ebenso wenig angetan. „Dieses riesige Buch von 1174 Seiten kostet 10 Shilling 6 Pence, und es ist billig für den Preis. Billig und böse [cheap and nasty].“
Als sein Verlag Powys mitteilte, dass eine Verfilmung von Glastonbury Romance angefragt wurde, lehnte er in einem Brief vom 20. Juni 1933 ab. Es erschien ihm als Blasphemie, dass diese „… unbeschreiblich vulgären Hollywood-Menschen – niedriger als der niedrigste Mob – es wagen könnten, Glastonbury oder den Heiligen Gral anzurühren …“ Gegen eine Verfilmung seiner Romane Wolf Solent oder Der Strand von Weymouth hätte er allerdings keine Einwände gehabt.
Breite Leserschaften fand Powys mit Glastonbury Romance nie. Doch zahlreiche Schriftsteller und Literaturkritiker gehörten von Anfang an zu Powys’ Bewunderern. Im deutschen Sprachraum waren dies beispielsweise Hermann Hesse, Alfred Andersch, Hans Henny Jahnn, Karl Kerényi und Elias Canetti. Im angelsächsischen Raum wurde er von George Steiner, J.B. Priestley u. a. empfohlen. Iris Murdoch lässt in ihrem Roman The Green Knight eine Leserin auftreten, die es nicht schafft, das maßlose Glastonbury Romance zu Ende zu lesen.
Inzwischen zählt Glastonbury Romance und sein Merlin-Roman Porius anerkanntermaßen zu den monumentalen Werken der Moderne und stehen in einer Reihe mit dem Ulysses von James Joyce, Robert Musils Der Mann ohne Eigenschaften oder Marcel Prousts Auf der Suche nach der verlorenen Zeit.
Der deutsche Schriftsteller und Kritiker Alban Nikolai Herbst nennt den Roman auf seinem Weblog Die Dschungel. Anderswelt. einen „der ganz erstaunlichen literarischen Welt-Entwürfe unseres Jahrhunderts.“

## Ausgaben

### Englische Ausgabe
- A Glastonbury Romance. Gerald Duckworth and Company, London 2007, ISBN 978-0-7156-3648-0.

### Deutsche Ausgaben
- Glastonbury Romance. Carl Hanser Verlag, München 1995, ISBN 978-3-446-18276-9.
- Glastonbury Romance. Wiederveröffentlichung bei Zweitausendeins, Frankfurt am Main 1998, ISBN 3-86150-258-5.

Beide Ausgaben sind nur noch im Antiquariat erhältlich.